# Copris manni
Copris manni là một loài bọ cánh cứng trong họ Bọ hung (Scarabaeidae).